# برنارد اچ.وی.۴۱
برنارد اچ.وی. ۴۱ (به انگلیسی: Bernard_H.V.41) یک هواگرد ملخ‌پیشین تک‌موتوره از نوع هواپیمای آب‌نشین ساخت شرکت Société des Avions Bernard است. هواگرد برنارد اچ.وی. ۴۱ نخستین پروازش را در ۱۹۲۹ میلادی انجام داد. در مجموع، تعداد ۱ فروند از این هواگرد ساخته شده‌است.